# Співмірність (філософія науки)
Співмірність — це поняття у філософії науки, згідно з яким наукові теорії вважаються «співмірними», якщо науковці можуть обговорювати їх, використовуючи спільну номенклатуру, що дозволяє здійснити безпосереднє порівняння для визначення, яка з них є достовірнішою чи кориснішою. Натомість теорії є неспівмірними, якщо вони вбудовані у різко контрастні концептуальні рамки, мови яких не перетинаються достатньо, щоб дати змогу науковцям безпосередньо порівнювати теорії чи наводити емпіричні докази на користь однієї з них. Обговорювана Людвіком Флеком у 1930-х роках, і популяризована Томасом Куном у 1960-х, проблема неспівмірності призводить до того, що науковці «говорять повз одне одного», а порівняння теорій ускладнюється плутаниною щодо термінів, контекстів і наслідків.